# Ampul·làrids
Els ampul·làrids (Ampullariidae) són una família de mol·luscs gastròpodes d'aigües dolces tropicals i subtropicals, que inclou, entre d'altres, els populars caragols poma, una nociva espècie invasora.
Són ben coneguts pels amants dels aquaris que els crien com a mascotes. Els habitants dels grans rius sud-americans n'utilitzen certes espècies com a aliment per a consum humà i animal.
El nom de la família deriva d'una estructura anomenada «ampul·la» que es un engrossiment de l'aorta anterior; es localitza a la cavitat pericardial i té com a funció acumular un gran volum de sang a elevada pressió la qual és forçada cap al cor a partir del faldó del mantell quan l'animal es retreu en la seva conquilla.

## Taxonomia
La família Ampullariidae inclou 229 espècies actuals en dues subfamílies amb 9 gèneres:
Subfamília Ampullariinae Gray, 1824
- Gènere Afropomus Pilsbry & Bequaert, 1927
- Gènere Forbesopomus Bequaert & Clench, 1937
- Gènere Lanistes Montfort, 1810
- Gènere Pila Röding, 1798
- Gènere Saulea Gray, 1868

Subfamília Pomaceinae Starobogatov, 1983
- Gènere Asolene d'Orbigny, 1838
- Gènere Felipponea Dall, 1919
- Gènere Marisa Gray, 1824
- Gènere Pomacea Perry, 1810